# アレクサンドル・アルテミエフ
アレクサンドル・ルドリフォヴィチ・アルテミエフ (ロシア語: Александр Рудольфович Артемьев、英語: Aleksandr Rudorfovich Artemiev、1958年11月30日 - 2005年12月27日) は、ロシア連邦の考古学者。極東の数多くの発掘調査を手掛けた。

## 経歴
1958年、エストニア・ソビエト社会主義共和国タルトゥ生まれ。軍人の家に生まれた。追悼資料によると、両親がノヴゴロド州で教職に就いたために転居し、プスコフ付近のイズボルスクで育つ。12歳の時にイズボルスク付近でワレンチン・セドフが行ったトゥルボロボ城址 (ロシア語: Труворово городище) の発掘調査に参加し、考古学に興味を持つ。その後、1976年にレニングラード大学歴史学部に進み、1981年に卒業。1982～1984年にはカレリアで兵役につく。1985～1987年、モスクワのロシア科学アカデミーで修士課程を修める。
1988年にロシア極東のウラジオストクへ移り、ロシア科学アカデミー極東支部 (The Far Eastern Branch of the Russian Academy of Sciences) 歴史学・考古学・極東諸民族学研究所の研究員となる。中世考古学の研究に従事しつつ、1989年には博士論文『13～14世紀のプスコフの城址』 (Города Псковской земли в XIII—XIV вв.) をモスクワ大学に提出して博士号を取得。
しかしながら、2005年12月27日にウラジオストクの自宅アパート入口で銃創のある遺体となって発見された。遺体はイズボルスクへ帰葬された（若いころに発掘調査に参加したトゥルボロボ城址の近く）。

## 研究内容・業績
専門は中世の考古学。若いころはイズボルスク要塞(ロシア語: Изборская крепость)などの調査や研究を進めたが、極東に移ってからはイルクーツクからアムール下流域にかけての東シベリアや極東地域の中世遺跡の調査と研究にあたった。日本ではティルのヌルガン永寧寺遺跡の発掘調査で知られ、報告書は日本語訳版が刊行されている。

## 著作
- A.R.アルテーミエフ著（垣内あと訳）2008『ヌルガン永寧寺遺跡と碑文：15世紀の北東アジアとアイヌ民族』北海道大学出版会
- CiNii(アルテミエフ A. R.著作)

## 参考資料
- アルテミエワ N. G.・ガイドゥコフ　P. G.・ロパーティン N. V.2007「追悼アレクサンドル・ルドリフォヴィチ・アルテミエフ(1958～2005)」『ロシア考古学』2007-2、pp.187-189 (Артемьева Н. Г., Гайдуков П. Г., Лопатин Н. В. Памяти Александра Рудольфовича Артемьева (1958—2005) // Российская археология. — 2007. — № 2. — С. 187—189. — ISSN 0869-6063.